# Henry Strzelecki
Henry Strzelecki (8. srpna 1939 – 30. prosince 2014) byl americký baskytarista. Je autorem písně „Long Tall Texan“, kterou později nahrála kapela The Beach Boys. Několik let doprovázel kytaristu Cheta Atkinse, a to jak ve studiu, tak i při koncertech. Dále hrál například na nahrávkách Boba Dylana, Waylona Jenningse či Gordona Lightfoota. Zemřel ve věku 75 let poté, co byl při procházce sražen automobilem.